# Stadio Neapoli
Lo stadio Neapoli (in greco Γήπεδο Νεάπολης) è un impianto sportivo greco di Nikaia, comune situato presso la periferia dell'Attica.
È utilizzato dallo Iōnikos per i suoi incontri interni, e ha una capienza di circa 6 000 posti.

## Storia
Fu inaugurato nel 1965 e il record di presenze si ebbe nel 1990, in occasione di un incontro di campionato tra Ionikos e Olympiacos, cui assistettero 6 565 spettatori.
Il 13 giugno 2009 lo stadio fu scelto come sede per ospitare le finali di rugby a 7 dalla federazione ellenica di rugby.